# Josep Cardona i Agut
Josep Cardona i Agut   (Cardona, 1871 - Sabadell, 1934) va ser un poeta i sacerdot català reconegut per les seves habilitats com a predicador en llengua catalana. Va oferir nombrosos sermons al llarg de la seva vida, alguns dels quals van ser recollits i publicats, com l'Elogi fúnebre del doctor Robert l'any 1902. A Sabadell, va fundar i dirigir la revista Garba, una iniciativa vinculada al moviment dels Pomells de Joventut. La seva obra poètica, marcada per la influència de Jacint Verdaguer i la tradició mística, inclou títols com Cançons i moralies i Terrals (ambdós de 1927), així com Lliris blaus (1928).
Camil Geis i Parragueras va publicar un treball històric el 1972: Un centenari. Mossèn Josep Cardona i Agut. 1871-1971 (Sabadell: Acadèmia Catòlica de Sabadell).